# Cantone di Lisieux-1
Il Cantone di Lisieux-1 era una divisione amministrativa dell'arrondissement di Lisieux.
A seguito della riforma approvata con decreto del 17 febbraio 2014, che ha avuto attuazione dopo le elezioni dipartimentali del 2015, è stato soppresso.

## Composizione
Comprendeva parte della città di Lisieux e i comuni di:
- Beuvillers
- Cordebugle
- Courtonne-la-Meurdrac
- Fauguernon
- Firfol
- Fumichon
- Glos
- Hermival-les-Vaux
- L'Hôtellerie
- Marolles
- Le Mesnil-Guillaume
- Moyaux
- Ouilly-du-Houley
- Ouilly-le-Vicomte
- Le Pin
- Rocques